# 17602 Dr. G.
17602 Dr. G. è un asteroide della fascia principale. Scoperto nel 1995, presenta un'orbita caratterizzata da un semiasse maggiore pari a 3,1435505 UA e da un'eccentricità di 0,1585002, inclinata di 21,25253° rispetto all'eclittica.